# Plötzky
Plötzky is een plaats en voormalige gemeente in de Duitse deelstaat Saksen-Anhalt, en maakt deel uit van de Landkreis Salzlandkreis.
Plötzky telt 1.078 inwoners.